# Robotron: 2084

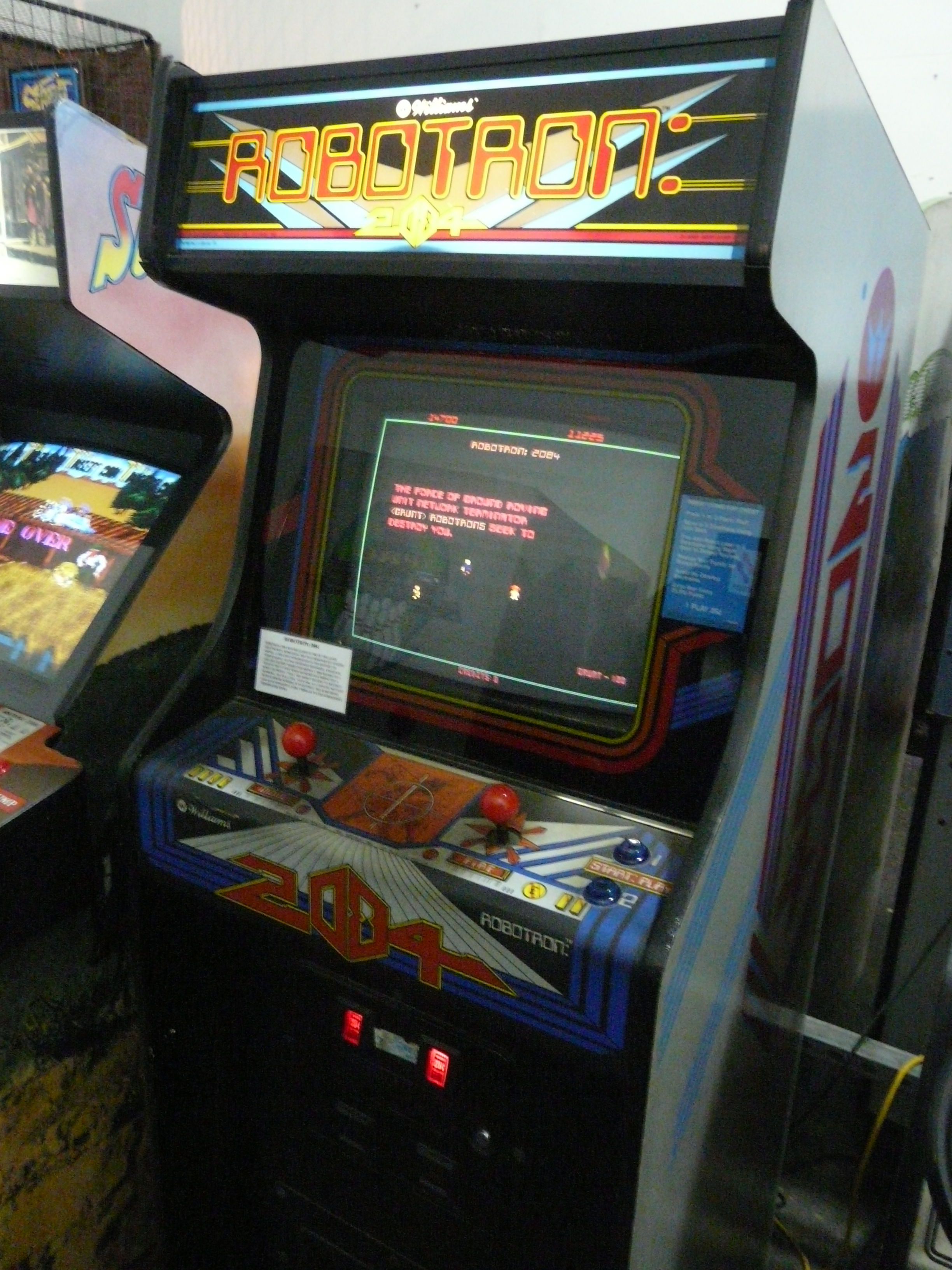
Arcade-Automat

Robotron: 2084 (oft auch einfach als „Robotron“ bezeichnet) ist ein Arcade-Spiel, das 1982 von der US-amerikanischen Firma Vid Kidz (Eugene Jarvis und Larry DeMar) für Williams Electronics hergestellt wurde. An dem Spiel war einzigartig, dass die Steuerung über zwei Joysticks erfolgte: Ein Joystick kontrollierte die Bewegungen, ein Joystick war für die Schüsse zuständig.
Wie viele Spiele aus dieser Zeit wurde das Spielhallen-Spiel auch auf viele Konsolen und Heimcomputer portiert: z. B. Apple II, Atari 5200, Atari 7800, Atari ST, Commodore 64, Lynx, TI-99/4A, VC 20, Xbox 360, ZX Spectrum.

## Gameplay
In jedem Level des Spiels übernimmt der Spieler die Steuerung eines kleinen humanoiden Mutanten („the last hope of mankind“), der sich in einem Spielfeld inmitten feindlicher Roboter bewegt. Die Aufgabe des Spielers ist es, die Roboter zu eliminieren und gleichzeitig nicht selbst von den Robotern abgeschossen zu werden. Wenn er alle Roboter in einem Level zerstört hat, erreicht der Spieler den nächsten Level.

## Erfolg
Robotron ist das dritte Spiel, das Eugene Jarvis nach Defender und dem Nachfolger Stargate veröffentlichte. In der Killer List of Videogames belegt es Platz 10.

## Quelltext
Der Quelltext von Robotron: 2084 wurde bei der Schließung der Atari Corporation 1996 in physischer Form zusammen mit Ms. Pac-Man, Centipede, Dig Dug und acht Spielen verfügbar, vom Atari-Museum rekonstruiert und später veröffentlicht.

## Nachfolger
- Blaster (1983, Arcade-Spiel)

## Llamatron 2112
Llamatron 2112 wurde 1991 von Jeff Minter (Llamasoft) für Amiga, Atari ST und MS-DOS programmiert. Das Spielprinzip ist dem von Robotron sehr ähnlich, allerdings steuert der Spieler ein Lama.